# Urolophus sufflavus
Urolophus sufflavus är en rockeart som beskrevs av Gilbert Percy Whitley 1929. Urolophus sufflavus ingår i släktet Urolophus och familjen Urolophidae. IUCN kategoriserar arten globalt som sårbar. Inga underarter finns listade i Catalogue of Life.